# Episodi di NCIS - Unità anticrimine (quinta stagione)
La quinta stagione della serie televisiva NCIS - Unità anticrimine è stata trasmessa in prima visione negli Stati Uniti d'America da CBS dal 25 settembre 2007 al 20 maggio 2008.
In Italia è stata trasmessa in prima visione da Rai 2 dal 14 settembre al 21 dicembre 2008.
| nº | Titolo originale      | Titolo italiano                      | Prima TV USA      | Prima TV Italia   |
| -- | --------------------- | ------------------------------------ | ----------------- | ----------------- |
| 1  | Bury Your Dead        | La confessione                       | 25 settembre 2007 | 14 settembre 2008 |
| 2  | Family                | Un figlio a tutti i costi            | 2 ottobre 2007    | 21 settembre 2008 |
| 3  | Ex-File               | Ex-File                              | 9 ottobre 2007    | 21 settembre 2008 |
| 4  | Identity Crisis       | L'eliminatore                        | 16 ottobre 2007   | 28 settembre 2008 |
| 5  | Leap of Faith         | Arte araba                           | 23 ottobre 2007   | 28 settembre 2008 |
| 6  | Chimera               | Chimera                              | 30 ottobre 2007   | 5 ottobre 2008    |
| 7  | Requiem               | Requiem                              | 6 novembre 2007   | 5 ottobre 2008    |
| 8  | Designated Target     | Anime gemelle                        | 13 novembre 2007  | 12 ottobre 2008   |
| 9  | Lost and Found        | Oggetti smarriti                     | 20 novembre 2007  | 19 ottobre 2008   |
| 10 | Corporal Punishment   | Supermarine                          | 27 novembre 2007  | 26 ottobre 2008   |
| 11 | Tribes                | Il reclutatore                       | 15 gennaio 2008   | 2 novembre 2008   |
| 12 | Stakeout              | Doppio gioco                         | 8 aprile 2008     | 9 novembre 2008   |
| 13 | Dog Tags              | Il miglior amico                     | 15 aprile 2008    | 16 novembre 2008  |
| 14 | Internal Affairs      | Affari interni                       | 22 aprile 2008    | 23 novembre 2008  |
| 15 | In The Zone           | Zona calda                           | 29 aprile 2008    | 30 novembre 2008  |
| 16 | Recoil                | Manomissioni                         | 6 maggio 2008     | 7 dicembre 2008   |
| 17 | About Face            | L'identikit                          | 13 maggio 2008    | 14 dicembre 2008  |
| 18 | Judgement Day (1 e 2) | Il giorno del giudizio (1 e 2 parte) | 20 maggio 2008    | 21 dicembre 2008  |
| 19 | Judgement Day (1 e 2) | Il giorno del giudizio (1 e 2 parte) | 20 maggio 2008    | 21 dicembre 2008  |

## La confessione
- Titolo originale: Bury Your Dead
- Diretto da: Tom Wright
- Scritto da: Shane Brennan

### Trama
Tony risulta irreperibile, così la squadra inizia le ricerche: riescono a trovare la sua auto e a visualizzarla tramite le telecamere del traffico. Appena visualizzata, però, l'auto esplode. Sono tutti molto scossi, ma sperano che non si tratti di Tony, mentre Ziva, sicura, è inconsolabile. Poco dopo, grazie all'autopsia che Ducky fa sul corpo rinvenuto all'interno dell'auto carbonizzata, la squadra avrà il sollievo di scoprire che Tony non era in quell'auto e che, invece, si trovava nella limousine di La Grenouille, con lui e la figlia Jeanne.
Si capisce quindi che Tony aveva frequentato Jeanne solo per avvicinarsi a La Grenouille, sotto gli ordini del direttore, tutto all'oscuro di Gibbs che, per questo motivo, va su tutte le furie.
La Grenouille va quindi a trovare il direttore a casa sua per costituirsi, poiché teme che i suoi nemici stiano per ucciderlo, ma il direttore all'inizio lo rifiuta, condannandolo così alla morte. Quando Gibbs e la squadra vanno a prelevarlo dal suo yacht, non lo trovano. Mentre la telecamera inquadra la squadra che va via, sullo specchio d'acqua si vede il corpo di La Grenouille, con un foro di proiettile alla testa.
- Ascolti Italia: telespettatori 3 362 000[2]

## Un figlio a tutti i costi
- Titolo originale: Family
- Diretto da: Martha Mitchell
- Scritto da: Steven D. Binder

### Trama
Si pensa che un agente sia morto in un incidente d'auto, finché le prove sulla scena del crimine non dimostrano il contrario. L'agente non era morto durante l'incidente, e non era stato ucciso perché non era l'autista della macchina danneggiata. Si trova un altro corpo, questa volta di una donna: Ducky conduce l'autopsia e scopre che è stata uccisa, ma poco prima di morire aveva dato alla luce un bambino, conducendo la squadra a pensare che il killer abbia preso il bambino. Si scopre, invece, che non è così facile come sembra.
Alla fine, la squadra è a casa della famiglia nuovamente riunita. Tony va vicino al caminetto e si siede, da solo, guardando la coppia felice con il loro bambino, e Gibbs, McGee e Ziva rilassati e sorridenti. Tony tira fuori una busta dalla giacca, la apre e legge una frase in cui Jeanne gli dà un ultimatum. Ha un flashback dove vede lui e Jeanne insieme, felici, in un letto. Tony guarda verso Ducky e la coppia con il bambino e poi di nuovo verso Gibbs, McGee e Ziva. Butta la lettera nel fuoco e cammina verso il team. Ziva e McGee guardano verso Tony, mentre Gibbs osserva la lettera che brucia.
- Ascolti Italia: telespettatori 3 712 000[3]

## Ex-File
- Titolo originale: Ex-File
- Diretto da: Dennis Smith
- Scritto da: Alfonso H. Moreno

### Trama
Il capitano dei marines Trent Reynolds viene ritrovato ucciso, seduto alla sua scrivania nel suo ufficio. A causa dei segretissimi documenti a cui aveva accesso, Gibbs dovrà essere aiutato nelle indagini dal colonnello Hollis Mann, donna che tuttora Jethro frequenta, e rimarrà turbato quando scoprirà che uno dei testimoni del delitto è la sua ex moglie Stephanie.
- Ascolti Italia: telespettatori 4 036 000[3]

## L'eliminatore
- Titolo originale: Identity Crisis
- Diretto da: Tom Wright
- Scritto da: Jesse Stern

### Trama
Ducky scopre che il cadavere che sta analizzando per una ricerca è, in realtà, la vittima di un assassinio, quindi il team si mette al lavoro. La vittima era un pericoloso ricercato dell'FBI chiamato "L'eliminatore".
- Ascolti Italia: telespettatori 3 497 000[4]

## Arte araba
- Titolo originale: Leap Of Faith
- Diretto da: Dennis Smith
- Scritto da: George Schrenk e Frank Cardea

### Trama
Michael Arnett, un tenente della marina, minaccia di suicidarsi buttandosi dal tetto d'un edificio: la squadra di Gibbs lo persuade a scendere ma, proprio quando il suicida si convince, un cecchino lo uccide.
Alle indagini collaborerà Nikki Jardine, una giovane analista fatta appositamente arrivare all'NCIS.
- Ascolti Italia: telespettatori 3 823 000[4]

## Chimera
- Titolo originale: Chimera
- Diretto da: Terrence O'Hara
- Scritto da: Dan E. Fesman

### Trama
La squadra di Gibbs è chiamata a investigare su una morte avvenuta sulla nave della marina statunitense Chimera, che si occupa di ricerche top-secret navigando in mezzo all'oceano. Dopo l'arrivo sulla nave, scoprono il corpo abbandonato di uno scienziato morto di febbre emorragica. Sospettano di non essere soli sulla nave. La loro indagine è resa ancor più complicata dalla reticenza della marina di rilasciargli informazioni sulle ricerche che si svolgevano sulla Chimera. Comunque, scoprono velocemente che a bordo della Chimera non si svolgono ricerche, bensì la nave trasporta missili nucleari da guerra sottratti all'esercito russo. Alcuni mafiosi russi cercheranno di salire a bordo della nave e di appropriarsi dei missili.
- Ascolti Italia: telespettatori 3 547 000[5]

## Requiem
- Titolo originale: Requiem
- Diretto da: Shane Brennan
- Scritto da: Tony Warmby

### Trama
Maddie, la migliore amica di Kelly, la figlia di Gibbs avuta dal primo matrimonio e poi uccisa, viene rapita. L'obiettivo dei rapitori è ottenere una grossa somma di denaro arrivato illecitamente dall'Iraq: il team dovrà lavorare per salvare l'ostaggio. Gibbs è molto coinvolto emotivamente poiché salvare Maddie, per lui, equivale a salvare sua figlia.
- Ascolti Italia: telespettatori 4 283 000[5]

## Anime gemelle
- Titolo originale: Designated Target
- Diretto da: Colin Bucksey
- Scritto da: Reed Steiner

### Trama
Un ammiraglio viene ucciso su un taxi, insieme all'autista che lo guidava.
All'inizio, il team di Gibbs pensa che l'obiettivo fosse l'ammiraglio, ma quando si scopre che l'autista era un rifugiato politico gli agenti cambiano idea. La vicenda si complica quando la squadra capisce che, in realtà, la vittima designata era una terza persona.
- Ascolti Italia: telespettatori 3 344 000[6]

## Oggetti smarriti
- Titolo originale: Lost And Found
- Diretto da: Martha Mitchell
- Scritto da: David North

### Trama
Un gruppo di boy scout va in visita alla sede dell'NCIS. Giunti nel laboratorio scientifico, Abby invita un bambino a provare il lettore di impronte digitali e, a sorpresa, il sistema le riconosce. Appartengono a Carson Taylor, il figlio di un uomo scomparso da molto tempo.
- Ascolti Italia: telespettatori 3 434 000[7]

## Supermarine
- Titolo originale: Corporal Punishment
- Diretto da: Arvin Brown
- Scritto da: Jesse Stern

### Trama
Il team dell'NCIS paga un caro prezzo, quando tenta di fermare un marine che crede di essere ancora in Iraq. Dopo un violento confronto, la squadra si accorge che il marine è soggetto ad un esperimento segreto. Le cose diventano ancora più complicate quando un assistente di un senatore comincia ad interferire con le indagini, dato che il marine doveva essere decorato dal senatore e un incidente potrebbe risultare negativo per la sua immagine. Si scoprirà poi, che le cose sono ancora più complicate e il marine non può essere decorato, ma Gibbs, che prova simpatia per il ragazzo, gli darà in regalo la propria medaglia.
- Ascolti Italia: telespettatori 3 126 000[8]

## Il reclutatore
- Titolo originale: Tribes
- Diretto da: Colin Bucksey
- Scritto da: Reed Steiner

### Trama
Un marine di religione musulmana viene ucciso in una moschea ed è compito del team di Gibbs trovare il colpevole. Ducky, però, rifiuta di eseguire l'autopsia per rispettare le credenze religiose della famiglia. Nel frattempo McGee, mentre sta per piazzare una cimice all'interno della moschea, scopre che ce n'è una già installata dall'FBI.
- Ascolti Italia: telespettatori 2 768 000[9]

## Doppio gioco
- Titolo originale: Stakeout
- Diretto da: Tony Whamby
- Scritto da: George Schenck e Frank Cardea

### Trama
Un sofisticatissimo radar top secret della marina viene rubato, il team di Gibbs, per scoprire i colpevoli, sorveglierà un magazzino per diversi giorni stabilendo dei turni, ma durante uno di questi, gli agenti speciali dell'NCIS assisteranno all'omicidio di un broker. Alla fine dell'episodio, Ducky fa una misteriosa e inquietante rivelazione sulla salute del Direttore Shepard.
- Ascolti Italia: telespettatori 3 309 000[10]

## Il miglior amico
- Titolo originale: Dog Tags
- Diretto da: Oz Scott
- Scritto da: Dan E. Fesman e Alfonso H. Moreno

### Trama
Durante un'operazione, il team di Gibbs trova un agente dell'antidroga ucciso, apparentemente sbranato da un cane. Abby, però, si impegnerà al massimo per cercare di dimostrare che non è stato il cane ad uccidere il militare.
- Ascolti Italia: telespettatori 3 240 000[11]

## Affari interni
- Titolo originale: Internal Affairs
- Diretto da: Tony Wharmby
- Scritto da: Jesse Stern e Reed Steiner

### Trama
Il cadavere di La Grenouille viene ritrovato nelle acque del porto. Si tratta praticamente della continuazione del primo episodio della stagione: tutto il team viene messo sotto inchiesta. Il direttore Shepard viene sospeso e l'indagine interna viene affidata all'agente Fornell dell'FBI. Il primo indagato è Tony, dopo che Jeanne afferma di averlo visto sul molo dove è stato ucciso Benoit; nel frattempo, Gibbs non si arrende ed entra nel database della CIA per continuare le indagini per conto suo. Nella sua cantina lavorano McGee, Ziva e Ducky, che svolge l'autopsia basandosi sulle foto del cadavere di Benoit.
Tony rimane indagato fino a che Jeanne non ammette di non averlo visto affatto e di non essere neppure andata al molo. Alla fine, Gibbs capisce che ad uccidere La Grenouille è stata il direttore Shepard, ma le indagini ufficiali non riescono a dimostrarlo e il direttore riacquista il suo posto all'NCIS.
- Ascolti Italia: telespettatori 3 040 000[12]

## Zona calda
- Titolo originale: In The Zone
- Diretto da: Terence O'Hara
- Scritto da: Linda Burstyn

### Trama
Un ufficiale dei marines viene ucciso a Baghdad, in Iraq, durante un attacco terroristico a colpi di mortaio. Quando il suo corpo viene riportato a Washington, l'autopsia di Ducky rivela che l'ufficiale non è morto per i colpi di mortaio; si tratta, invece, di omicidio: Tony e l'agente Nikky Jardine vengono mandati in Iraq per indagare, coadiuvati da Gibbs e dal resto del team da Washington.
- Ascolti Italia: telespettatori 3 389 000[13]

## Manomissioni
- Titolo originale: Recoil
- Diretto da: James Whitmore Jr.
- Scritto da: George Schenck e Frank Cardea

### Trama
Il team è alla ricerca di un serial killer e Ziva fa da esca. Il piano, però, prende una brutta piega quando il sospettato capisce che Ziva è un'agente federale e tenta di ucciderla: Ziva si salverà per miracolo uccidendo l'uomo. Ma l'indagine non è finita, perché il serial killer aveva un emulatore.
- Ascolti Italia: telespettatori 3 019 000[14]

## L'identikit
- Titolo originale: About Face
- Diretto da: Dennis Smith
- Scritto da: Alfonso H. Moreno, Reed Steiner e Jesse Stern

### Trama
Un operaio viene ucciso in un cantiere; il team, rilevando le prove, ne tralascia una sul corpo della vittima: un passaporto. Il passaporto viene ritrovato da Palmer, ma se lo lascia trafugare sotto il naso dal probabile assassino, che era ancora presente sulla scena del crimine. Palmer lo insegue ma l'uomo, ad un certo punto, si gira e gli spara. Palmer schiva il colpo, ma entra in stato di shock, tanto che non riesce a ricordarsi né il volto di chi gli ha sparato né il tipo di passaporto che ha visto. Nel finale, quando trovano l'assassino, Palmer lo riconosce e gli va contro con la macchina, mentre Ziva, Tony, Gibbs e Tim arrivano e lo catturano.
- Ascolti Italia: telespettatori 3 270 000[15]

## Il giorno del giudizio (1)
- Titolo originale: Judgement Day (1)
- Diretto da: Tom Wright
- Scritto da: Steven D. Binder e David J. North

### Trama
Il direttore Shepard scopre che la vittima designata di una missione segreta a Parigi, compiuta in passato da lei stessa insieme a Gibbs e un terzo agente speciale (già rinvenuto morto), sta cercando di uccidere i tre componenti di quella missione. Ma non informa Gibbs e decide di risolvere la questione con l'aiuto dell'ex caposquadra di Gibbs, Mike Franks. Ma entrambi sono vittima di un agguato in cui proprio il direttore Shepard rimarrà uccisa. Proprio in quel giorno, il direttore era sotto scorta di Tony e Ziva che, però, lei aveva congedato per "risolvere la questione" da sola, tenendoli all'oscuro.
- Ascolti Italia: telespettatori 3 569 000[16]

## Il giorno del giudizio (2)
- Titolo originale: Judgement Day (2)
- Diretto da: Tom Wright
- Scritto da: Steven D. Binder, David J. North e Christopher J. Waild

### Trama
Tutto il team di Gibbs scopre la vicenda che ha portato all'uccisione del direttore Shepard e si mette al lavoro per trovare l'assassino; nel frattempo, Tony e Ziva si sentono responsabili. Franks uccide la mandante degli omicidi, salvando la vita a Gibbs, che aveva fatto da esca attirandola nella casa della Shepard; entrambi decideranno di far sparire il corpo ed eliminare tutte le prove bruciando la casa, facendo così credere ai media, grazie anche alla complicità di Vance, che Jenny Shepard è morta per un incidente domestico. Il vicedirettore Vance prende il posto di direttore capo dell'NCIS e decide di insabbiare tutto. Vance scioglie la squadra: Ziva dovrà tornare in Israele, McGee viene assegnato all'unità crimini informatici, mentre Tony sarà agente di bordo sulla portaerei USS Ronald Reagan. A Gibbs viene assegnata una nuova squadra composta da altri tre elementi.
- Ascolti Italia: telespettatori 3 569 000[16]